# Alain Massart
Alain Guy Marie Massart (16 november 1961) is een naar Portugal uitgeweken Belgische judoka.

## Biografie
Massart behoorde tot de talentvolle generatie -78 kg judoka's volgend op de generatie met Roger Alen, Jacques Splaingaire en Stephan Himpe. Samen met Carl De Crée, Marc Vallot, en Eddy Van de Cauter ging hij het tijdperk vooraf dat later zou gedomineerd worden in deze categorie door Johan Laats. Massart won verschillende podiumplaatsen op de Belgische kampioenschappen. In 1986 en 1994 behaalde hij brons, en in 1988 verloor hij de finale van Vallot.
In 2011, nu uitgeweken naar Portugal, behaalde hij op 50-jarige leeftijd nog brons op de Portugese nationale kampioenschappen weliswaar drie gewichtsklassen hoger (+100 kg) dan zijn wedstrijdgewicht van weleer.
Massart studeerde bewegingswetenschappen en behaalde in 2011 een doctoraat aan de Universiteit van Orléans op een proefschrift getiteld: Supplémentation en oméga 3 et antioxydant et stress oxydant au cours d'un entrainement de judo.
Sinds 1999 is hij universiteitsdocent aan de Faculdade de Ciências do Desporto van de Universiteit van Coimbra en heeft hij o.m. gepubliceerd over immunologische respons op fysieke training bij atleten.
Massart is in het bezit van de graad van 6de dan.